# 豪約什

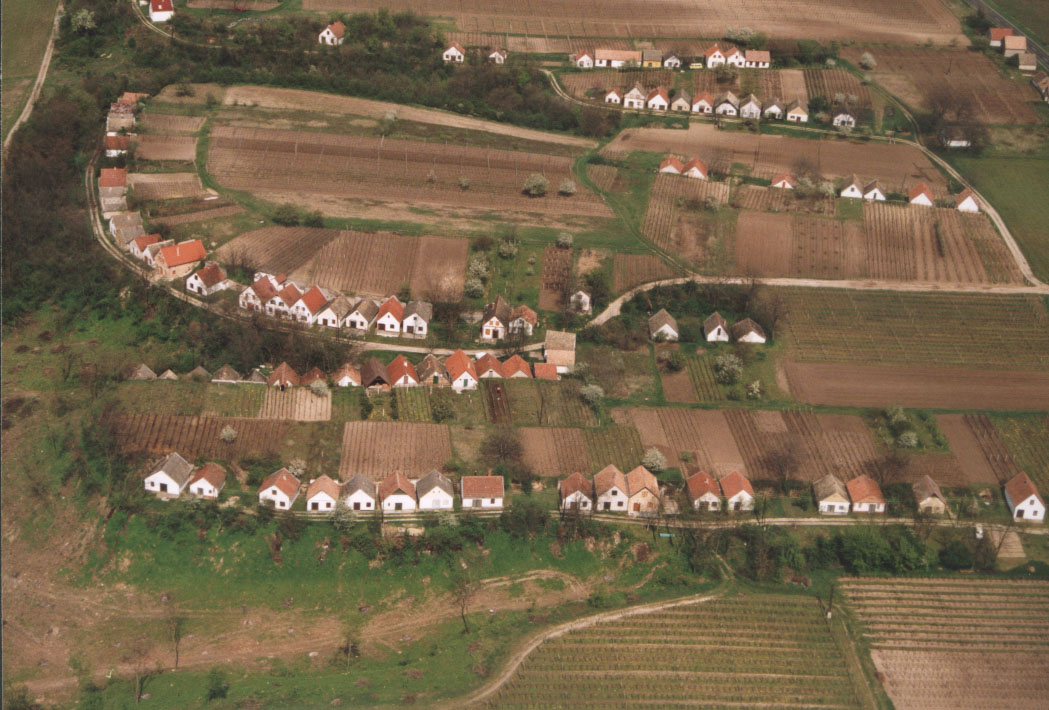

豪約什是匈牙利的城鎮，位於該國南部，由巴奇-基什孔州負責管轄，距離首府凱奇凱梅特20公里，面積89.92平方公里，2011年人口3,160，其中約八成居民信奉天主教。

## 外部連結
- Aerial photography: Hajós （页面存档备份，存于）

46°24′N 19°07′E / 46.400°N 19.117°E